# Capital Mundial del Diseño

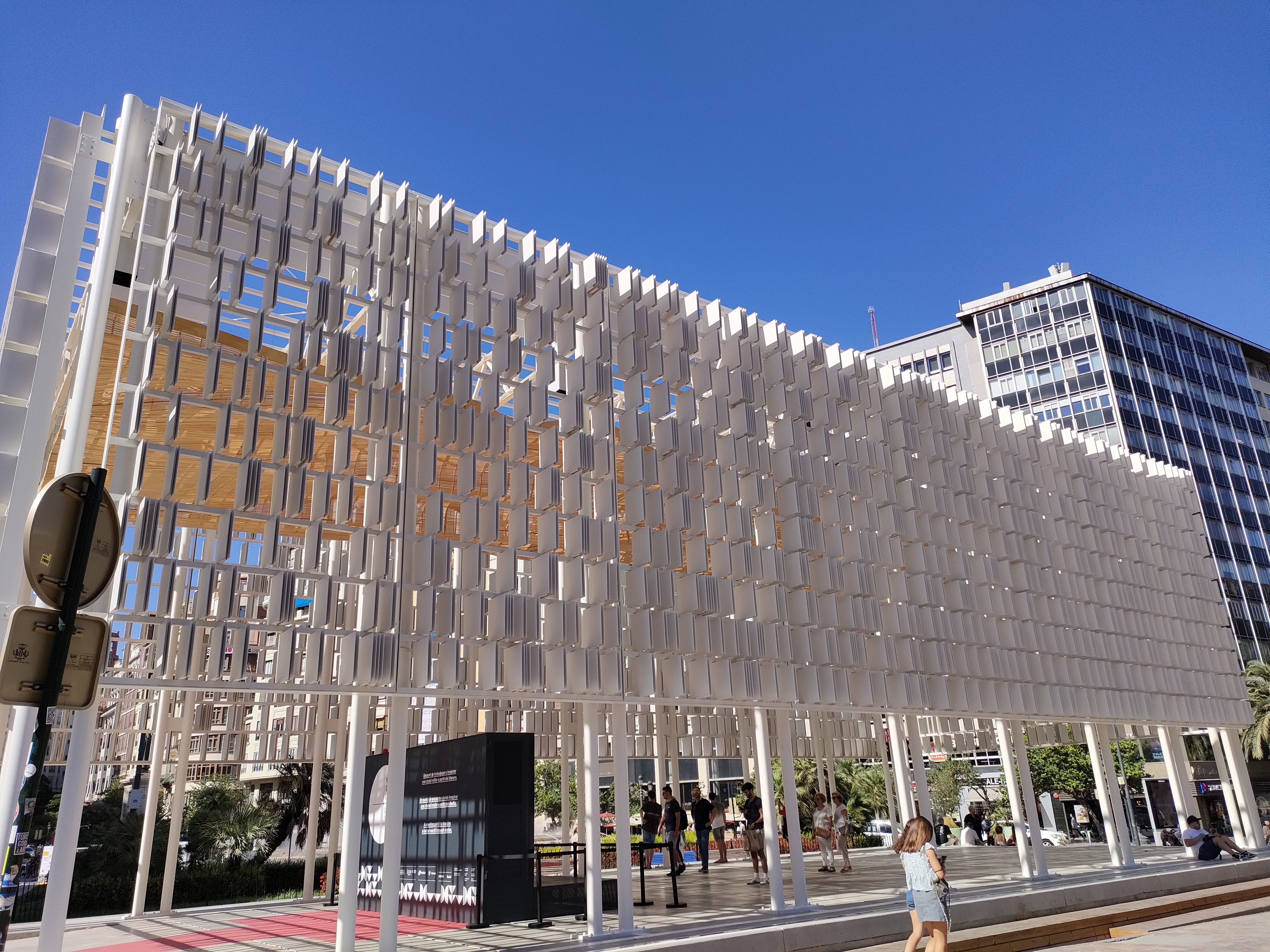
Construcción en la Plaza del Ayuntamiento en Valencia para realizar eventos de la Capital Mundial del Diseño 2022.

La Capital de Diseño Mundial (WDC, por sus siglas en inglés) es un proyecto de promoción de ciudades auspiciado por World Design Organization (entidad previamente conocida como Consejo Internacional de Sociedades de Diseño Industrial) para reconocer y premiar logros de distintas ciudades alrededor del mundo en el campo de diseño.

## Capitales Mundiales del Diseño por año
- 2008-  Turín, Italia[2]
- 2010-  Seúl, Corea del Sur[3]
- 2012-  Helsinki, Finlandia[4]
- 2014-  Ciudad del Cabo, Sudáfrica[5]
- 2016-  Taipéi, Taiwán[6]
- 2018-  México D.F. México[cita requerida]
- 2020-  Lille, Francia[7]
- 2022-  Valencia, España[8]
- 2024-  San Diego/Tijuana, Mexico/Estados Unidos[9]
- 2026-  Frankfurt, Alemania[10]